# Paradarisa kurosawai
Paradarisa kurosawai là một loài bướm đêm trong họ Geometridae.